# Josep Sánchez de Toledo i Codina
Josep Sánchez de Toledo i Codina (Barcelona, 1951) és un metge català que treballa a l'Hospital de la Vall d'Hebron.

## Biografia
Va decidir ser pediatre als cinc anys, quan un doctor el va curar d'una poliomelitis. Responsable del Servei d'Oncologia i Hematologia Pediàtriques de la Vall d'Hebron, el 1984 introduí el tractament de la leucèmia a través del trasplantament del moll de l'os, una tècnica pioner a l'Estat espanyol. El 2013 havia realitzat 1.050 trasplantaments a nens malalts de càncer. Una xifra que duplica qualsevol altre hospital espanyol.

## Reconeixements
- El 2012 va rebre el màxim guardó europeu de l'especialitat.[1]
- El 2013 va rebre el premi Català de l'Any 2012 de El Periódico i TV3.[3]